# Stazione di Ferrera Lomellina
La stazione di Ferrera Lomellina è una fermata ferroviaria posta sulla linea Pavia-Alessandria. Serve il centro abitato di Ferrera Erbognone.

## Storia
In origine era denominata semplicemente "Ferrera". Fino al 1992 era classificata come stazione e dotata di binario di incrocio e binario tronco a servizio di un piccolo piano caricatore, soppressi entrambi in quell'anno, in occasione del rinnovamento della linea, con la trasformazione in fermata, dotata del solo binario di corsa e degli arganelli per la manovra a mano dei due passaggi a livello di stazione, oggi automatizzati.